# Agrostis tateyamensis
Agrostis tateyamensis là một loài thực vật có hoa trong họ Hòa thảo. Loài này được Tateoka mô tả khoa học đầu tiên năm 1975.